# Dub, Bajina Bašta
Dub (serbisk kyrilliska: Дуб) är en by belägen i kommunen Bajina Bašta i regionen Šumadija och västra Serbien, i västra Serbien.
I byn finns bland annat Heliga apostlarna Petrus och Paulus kyrka.